# Resonanser (album)
Resonanser är ett musikalbum från 2008 med Uppsalakören Allmänna Sången och jazzpianisten Anders Widmark. Dirigent är Cecilia Rydinger Alin. Albumet vann en Grammis på Grammisgalan 2009 i kategorin "Årets klassiska".

## Låtlista
1. Biegga Luothe (Jan Sandström)
  - Solist: Erik Åstedt
2. Ljusfälten (Edith Södergran/Karin Rehnqvist)
3. I Himmelen (Trad./Karin Rehnqvist)
  - Solister: Annie von Heijne, Rebecka Ohm
4. Glaspolskan (Ale Möller)
5. Slängpolska efter Byss-Calle (Trad./arr. Hans Gardemar)
6. Tre körvisor: I. September (Jens Peder Jacobsen/Wilhelm Stenhammar)
7. Tre körvisor: II. I Seraillets Have (Jens Peder Jacobsen/Wilhelm Stenhammar)
8. Tre körvisor: III. Havde jeg, o havde jeg en Dattersøn, o ja! (Jens Peder Jacobsen/Wilhelm Stenhammar)
9. Kung Liljekonvalje (Gustaf Fröding/David Wikander)
10. Slåttervisa efter Knis Karl (Trad./arr. Staffan Lindberg)
  - Solist: Per Wickström
11. En midsommarnatts dröm (Håkan Norlén/Rune Lindström/bearb. Anders Hillborg)
12. Under rönn och syren (Zacharias Topelius/Herman Palm)
13. Aftonen (Herman Sätherberg/Hugo Alfvén)
14. Med en barnbön på sin mun ur Drömmarne (Tekla Knös/Adolf Fredrik Lindblad)
15. Bröllopsvisa efter Kirsten Bråten Berg (Trad./arr. Lena Willemark)